# الفبای مرگ ۲
الفبای مرگ ۲ (انگلیسی: ABCs of Death 2) یک فیلم آنتولوژی کمدی ترسناک آمریکایی محصول سال ۲۰۱۴ که ادامه الفبای مرگ (۲۰۱۲) است این فیلم شامل ۲۶ فیلم کوتاه مختلف است که هر کدام توسط کارگردانان مختلف در کشورهای مختلف ساخته شده است.
این فیلم نسبت به نسخه قبلی خود پاسخ مثبت‌تری دریافت کرد. قسمت سومبا عنوان الفبای مرگ ۳: سخت‌تر آموزش بده در مرحله ساخت اعلام شد. با این حال، به دلیل دزدی غیرقانونی فیلم دوم، وضعیت پروژه در جهنم توسعه رها شده است، با وجود این، تهیه‌کنندگان آنچه را که به عنوان یک اسپین آف طبقه‌بندی کردند، با عنوان الفبای مرگ ۲½ در سال ۲۰۱۶ منتشر کردند.

## بازخوردها
- در وب‌سایت جمع‌آوری بازبینی نقد راتن تومیتوز بر اساس رای ۳۱ منتقد، ۷۷ درصد امتیاز تأیید را با میانگین امتیاز ۶ از ۱۰ گزارش کرده است.[۴]
- در متاکریتیک، که از میانگین وزنی استفاده می‌کند، بر اساس رای ۱۰ منتقد، امتیاز ۵۳ از ۱۰۰ را به خود اختصاص داد که نشان دهنده «بررسی‌های مختلط یا متوسط» است.[۵]